# あの日、僕らの命はトイレットペーパーよりも軽かった
『あの日、僕らの命はトイレットペーパーよりも軽かった〜カウラ捕虜収容所からの大脱走〜』（あのひ、ぼくらのいのちはトイレットペーパーよりもかるかった〜カウラほりょしゅうようじょからのだいだっそう〜）は、2008年7月8日の21:00-23:18に、日本テレビ系列にて放映された単発スペシャルのテレビドラマである。視聴率は、関東地区11.3%、北海道16.1%。

## 概要
太平洋戦争の渦中に起きた日本人捕虜脱走事件である「カウラ事件」をテーマとしたドラマである。戦時の収容所シーンは、富士山麓にオープンセットを建てて撮影された。
エンドロールの後に「このドラマは佐藤憲司氏（現･87歳）の体験談をもとに脚色した物語であり、設定･名称等は実際と異なります。」という一文と共に、佐藤と思われる軍服姿の若者の写真が画面に映された。
この佐藤という人物は、脚本を担当した中園ミホの伯父であり、カウラ事件の体験者である。ドラマ冒頭部におけるオーストラリアでの現代のシーンは、中園が佐藤とのオーストラリア旅行の際に起こったエピソードそのものであり、このドラマが生まれるきっかけでもある。
中園は放送前のインタビューで「元々、戦争が苦手で、戦争映画もあまり見ない私が書いたのだから、普段戦争モノが苦手な人にこそ見て欲しい。そしてこのドラマを見てオーストラリアに行く日本人がお墓参りをしてくれるといいと思います」「本編で書けなかった悲しい後日談があるため、続編を書いてみたい」と語っている。

### 制作までの背景
今作の脚本を担当した中園ミホは「いつかは書かなければならないと思っていた物語だった」と語っている。中園が大学3年生のときに伯父の佐藤憲司に連れられてオーストラリア旅行に行ったが、その際立ち寄ったカウラで伯父が突然泣き崩れ、「俺は捕虜だったんだよ…」と自身がカウラ事件の体験者であると告白したという。その様子を見た中園はただ事ではないと思ったが、なかなか作品を書ける機会に恵まれず、長年その思いを抱え込んだ。20年近く経って、やっとドラマ班にシノプシスを見せて回ったが、恋愛モノで有名な中園が戦争モノの作品を書くというのに戸惑いを見せるプロデューサーが多く、取り合ってくれなかったという。
ドラマ化に踏み切ったきっかけは、『ハケンの品格』で仕事を共にした小泉孝太郎に企画書を見せたところ「ぜひ、やりたい」と言ってくれたことや、同じドラマに出演していた大泉洋も賛同してくれたことだという。その後、トントン拍子でドラマ化の話が進み、2007年末頃に正式に制作が決定した。
中園はマーケティングリサーチが得意な脚本家であるが、今作では伯父やその戦友の思いだけを世の中に伝えるために、取材はあえて伯父の話のみとした。中園は最初、少佐と中尉、どちらが位が上かも知らなかったが、伯父が戦後用語などを細かく教えてくれたという。

## キャスト

### 戦時中
- 朝倉憲一：小泉孝太郎
- 嘉納二郎：大泉洋
- 黒木章：阿部サダヲ
- 松島勇：光石研
- 木下金太郎：袴田吉彦
- 小原庄助：近藤公園
- 原一平：六角精児
- 知念亮吉：不破万作
- 金井一男：東根作寿英
- 南川忠司：弓削智久
- 菊地孝：田島亮（現、田島優成）
- 桜田進：関戸将志
- 池山保：永堀剛敏
- 嘉納正子（二郎の母）：根岸季衣
- 朝倉久江（憲一の母）：市毛良枝（友情出演）
- 嘉納静子（二郎の妻）：戸田菜穂
- ラムゼイ少佐：ジョン・ロック
- クリス：浅沼コリン
- 乾き亭げそ太郎　ほか

### 現代
- 朝倉憲一（脱走事件における生存者）：山﨑努
- 朝倉舞（憲一の孫）：加藤あい
- 嘉納静子：淡島千景（友情出演）

## スタッフ
- 脚本：中園ミホ
- 演出：大谷太郎
- 音楽：菅野祐悟
- プロデューサー：次屋尚、内山雅博
- 技術協力：NiTRO
- 美術協力：日本テレビアート
- 編集：MA：映広
- 火薬効果：太平特殊効果
- ガンエフェクト：パイロテック
- オーストラリアロケコーディネイト：CPインターナショナル（冨永宏、大竹崇洋、鈴木富士）
- ロケ協力：カウラ市、フィルムコミッション伊豆、表富士フィルムワーク、富士宮市、下田市　ほか
- 協力：山田真美、ドン・キブラー
- 制作協力：オフィスクレッシェンド
- 製作著作：日本テレビ

## 映像商品
- 2008年7月25日に、DVDが本編ディスクと特典ディスクの2枚組セットで発売となった。未公開シーンを収録したノーカット版（約180分）及び、特典映像としてメイキング・インタビュー映像等が収録されている。